# Johan af Østrig
Ærkehertug Johan af Østrig (20. januar 1782 – 11. maj 1859) var en østrigsk ærkehertug, der var medlem af Huset Habsburg. Han var søn af den Tysk-romerske kejser Leopold 2. og yngre bror til kejser Frans 2. Efter Martsrevolutionen i 1848 var han fra 1848 til 1849 rigsforstander i den tyske stat, revolutionen forsøgte at etablere.

## Biografi
Johan blev født i Firenze, hvor faren var storhertug. Da Leopold blev tysk-romerske kejser i 1790 fulgte Johan med til Wien.
Efter sin militære karriere, som endte med nederlag mod Napoleon koncentrerede Johann sig om styret af hertugdømmet Steiermark. Her gjorde han sig bemærket som reformator, og var optaget af natur, teknologi og landbrug. Som hertug grundlagde han blandt andet forløberen til Technische Universität Graz. I 1815 blev han æresmedlem af det bayerske videnskabsakademi.
I 1848 udnævnte Frankfurtparlamentet Johann til rigsforstander i den tyske stat, som parlamentet forsøgte at etablere. Han gik af året efter, efter at forsøget på en fællestysk stat var udløbet.
Johann døde i 1859, og ligger begravet i Schenna.